# Alive!
| 전문가 평가                   | 전문가 평가 |
| 평가 점수                     | 평가 점수   |
| 출처                          | 점수        |
| ----------------------------- | ----------- |
| AllMusic                      | [ 2 ]       |
| Blender                       | [ 3 ]       |
| Christgau's Record Guide      | B–          |
| Pitchfork                     | 10/10       |
| The Rolling Stone Album Guide | [ 6 ]       |

《Alive!》는 미국의 하드 록 밴드 키스의 첫 번째 라이브 음반이다. 이 음반은 그들의 돌파구이자 라이브 음반의 획기적인 사건으로 여겨진다. 1975년 9월 10일에 발매된 더블 음반에는 첫 세 개의 스튜디오 음반인 《Kiss》, 《Hotter Than Hell》 그리고 《Dressed to Kill》의 라이브 버전이 수록되어 있다. 1975년 5월 16일, 6월 21일, 7월 20일, 23일, 미시간주 디트로이트, 오하이오주 클리블랜드, 뉴저지주 와일드우드, 아이오와주 대븐포트에서 열린 콘서트에서 녹음되었다.
이 음반의 제목은 키스에 큰 영향을 준 영국의 록 밴드 슬레이드의 1972년 라이브 음반 《Slade Alive!》에 대한 오마주였다.

## 배경
1974년부터 1975년까지 키스는 《Kiss》, 《Hotter Than Hell》, 그리고 《Dressed to Kill》이라는 세 개의 음반을 발매했다. 비록 이 세 음반이 러스트 벨트에 추종자들을 세우는데 도움을 주었지만, 그것들은 상업적인 실패였다. 기타리스트 폴 스탠리는 키스가 콘서트에 있을 때보다 스튜디오에 있을 때 키스의 약한 사운드를 낮은 판매량으로 돌렸다. 스탠리에 따르면, "저는 우리의 첫 세 음반 중 어느 것도 이 밴드가 무엇을 지향하고 있는지 혹은 무엇을 하고 있는지에 대한 강렬함을 포착할 수 있다고 생각하지 않았어요. 그리고 사람들이 우리를 보러 올 것이고 그들 중 많은 사람들이 우리의 음반을 사지 않았기 때문에 그것은 문제가 되었습니다." 키스는 밴드 멤버들이 가부키 스타일의 화장을 하고 불꽃놀이를 하고 가짜 피를 뱉는 정교한 무대 공연으로 유명했다. 베이시스트 진 시몬스는 키스의 악명 때문에, 그들이 키스 이후에 연주하는 것을 두려워했기 때문에 아르젠트, 블랙 사바스, 사보이 브라운과 같은 그룹들과 여러 투어에서 쫓겨났다고 말했다.
키스의 음반사인 카사블랑카 레코드도 비슷한 재정 문제를 안고 있었다. 1974년까지 카사블랑카의 수익이 감소하고 있었기 때문에 CEO 닐 보가트는 하룻밤에 평균 1400만 명의 시청자를 기록한 "투나잇 쇼 스타링 조니 카슨"의 오디오 하이라이트 더블 음반을 내기로 결정했다. 카사블랑카는 750,000장을 판매했지만, 그 음반은 엄청난 실패작이었다. 배급업자들은 무료 사본을 우편으로 보냈고, 카사블랑카 공동 설립자인 래리 해리스는 "생기가 없고 메아리치는 쿵 하는 소리와 함께 바닥에 떨어졌다"고 말했다. 이 실패는 키스를 포함한 카사블랑카와의 계약에 부정적인 영향을 끼쳤다. 이 밴드는 첫 세 음반에 대해 15,000달러의 선금을 받았을 뿐 아직 로열티를 받지 못했다. 계약 위반의 결과로, 키스는 서명할 다른 레이블들을 살펴보기 시작했고, 결국 보가트를 상대로 소송이 제기되었다.
음반사를 구하기 위한 최후의 노력으로, 보가트는 무대 위에서 키스의 악명을 이용하고 이 밴드가 라이브 음반을 녹음하도록 하기로 결정했다. 키스의 매니저 빌 아우코인은 그 밴드가 마침내 그들이 노력했던 사운드를 이룰 수 있다고 느꼈기 때문에 그 생각에 대해 수용적이었다. 그는 또한 라이브 녹음은 스튜디오 녹음보다 비용이 덜 든다는 사실을 좋아했다. 밴드 멤버들 또한 이 아이디어를 좋아했고, 며칠 지나지 않아 보가트는 Dressed to Kill Tour를 편곡했다. 그러나 보가트는 이 투어에 자금을 댈 수 없어서 아우코인은 자신의 돈으로 전체 투어 비용을 총 30만 달러로 지불했다.

## 발매
《Alive!》는 1975년 9월 10일에 발매되었다. 이 포장재에는 게이트폴드 슬리브, 사진이 담긴 투어 프로그램, 그리고 네 명의 밴드 멤버들이 손으로 쓴 메모가 들어 있었다. 이 밴드의 첫 번째 투어 중단은 테네시주 채터누가에서 열린 발매 날이었다. 발매 5일 후, 아우코인은 보가트에게 키스가 카사블랑카를 떠날 것이라고 알렸다. 이에 대응하여 보가트는 밴드를 유지하기 위해 2백만 달러 수표에 서명했다.

## 곡 목록
| #  | 제목                 | 작사·작곡         | 리드 보컬 | 재생 시간 |
| -- | -------------------- | ----------------- | --------- | --------- |
| 1. | 〈Deuce〉            | 진 시몬스         | 시몬스    | 3:32      |
| 2. | 〈Strutter〉         | 폴 스탠리, 시몬스 | 스탠리    | 3:12      |
| 3. | 〈Got to Choose〉    | 스탠리            | 스탠리    | 3:35      |
| 4. | 〈Hotter Than Hell〉 | 스탠리            | 스탠리    | 3:11      |
| 5. | 〈Firehouse〉        | 스탠리            | 스탠리    | 3:42      |

| #  | 제목                  | 작사·작곡             | 리드 보컬              | 재생 시간 |
| -- | --------------------- | --------------------- | ---------------------- | --------- |
| 6. | 〈Nothin' to Lose〉   | 시몬스                | 시몬스, 피터 크리스    | 3:23      |
| 7. | 〈C'mon and Love Me〉 | 스탠리                | 스탠리                 | 2:52      |
| 8. | 〈Parasite〉          | 에이스 프레일리       | 시몬스                 | 3:21      |
| 9. | 〈She〉               | 시몬스, 스티븐 코로넬 | 시몬스, 스탠리, 크리스 | 6:42      |

| #   | 제목              | 작사·작곡      | 리드 보컬               | 재생 시간 |
| --- | ----------------- | -------------- | ----------------------- | --------- |
| 10. | 〈Watchin' You〉  | 시몬스         | 시몬스                  | 3:51      |
| 11. | 〈100,000 Years〉 | 스탠리, 시몬스 | 스탠리                  | 12:12     |
| 12. | 〈Black Diamond〉 | 스탠리         | 크리스 (인트로: 스탠리) | 5:47      |

| #   | 제목                         | 작사·작곡                 | 리드 보컬 | 재생 시간 |
| --- | ---------------------------- | ------------------------- | --------- | --------- |
| 13. | 〈Rock Bottom〉              | 스탠리 (인트로: 프레일리) | 스탠리    | 3:08      |
| 14. | 〈Cold Gin〉                 | 프레일리                  | 시몬스    | 5:21      |
| 15. | 〈Rock and Roll All Nite〉   | 스탠리, 시몬스            | 시몬스    | 3:37      |
| 16. | 〈Let Me Go, Rock 'n' Roll〉 | 스탠리, 시몬스            | 시몬스    | 5:09      |

## 인증
| 국가                       | 인증 | 판매량/출하량 |
| -------------------------- | ---- | ------------- |
| 캐나다 (뮤직 캐나다)       | 골드 | 50,000^       |
| 미국 (RIAA)                | 골드 | 500,000^      |
| ^출하량을 기반으로 한 인증 |      |               |